# Franz Trumler

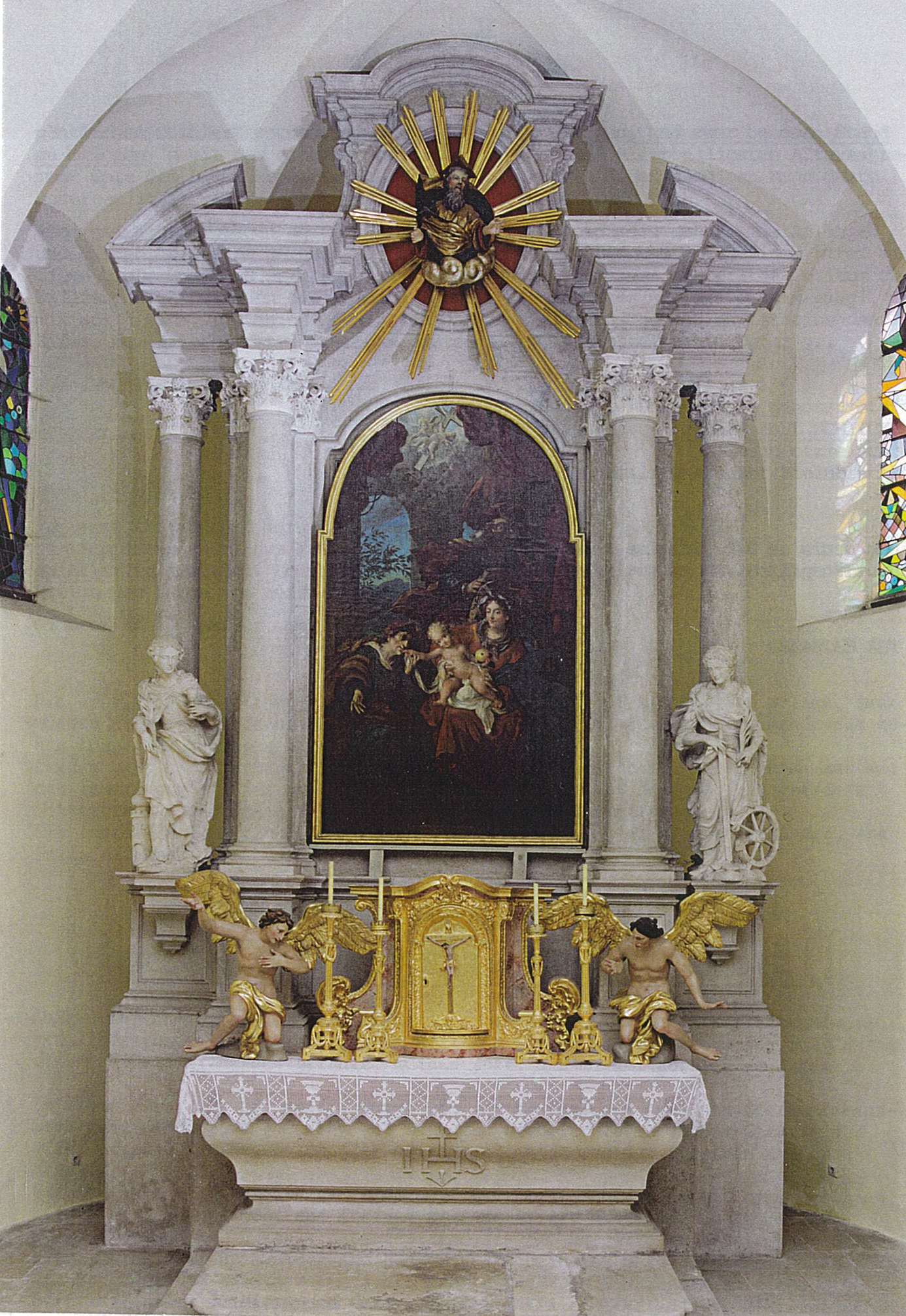
Kaisersteinbrucher Hochaltar, 1720 ein Werk der Bruderschaft, einer davon Franz Trumler

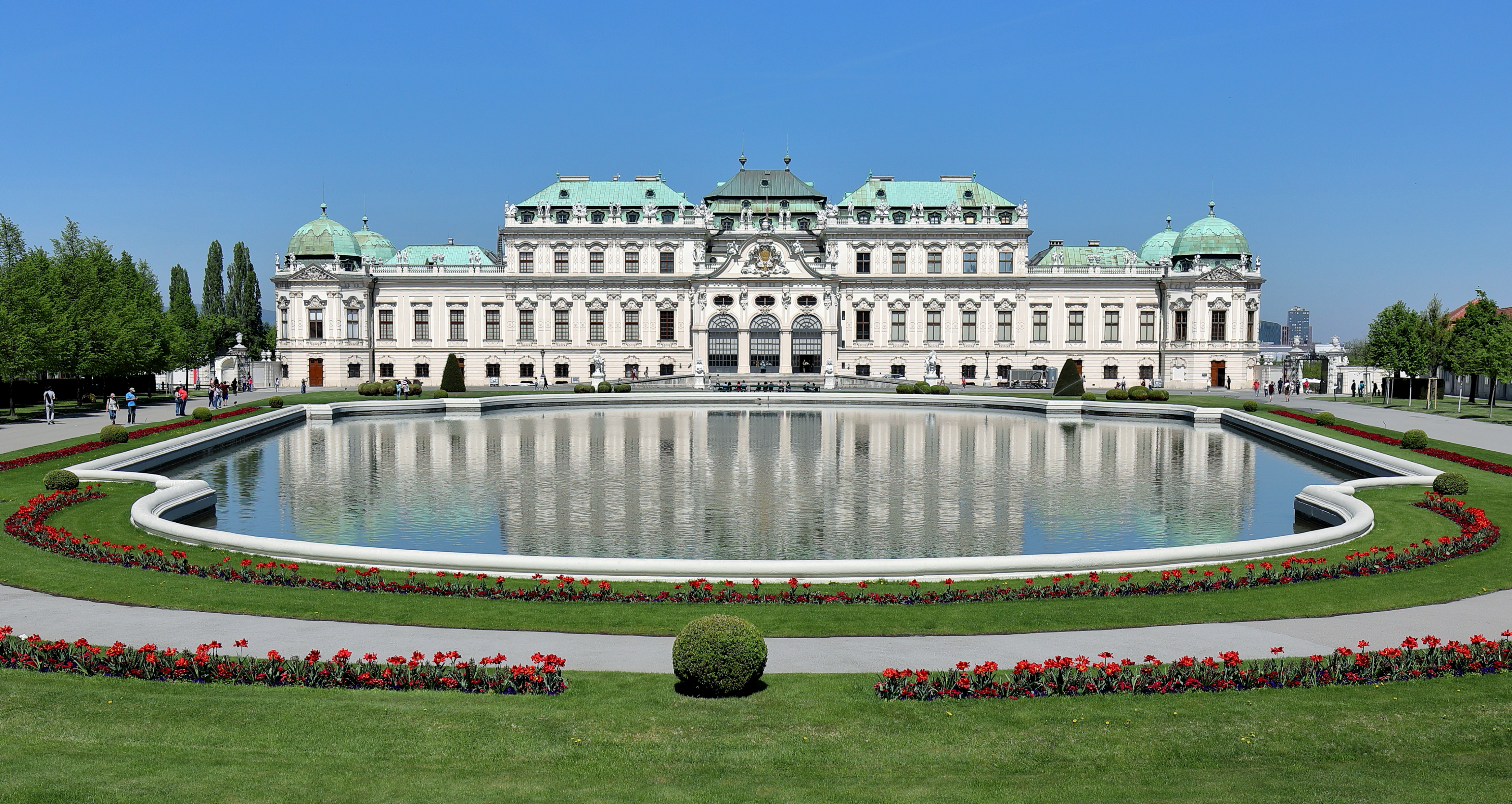
Oberes Belvedere

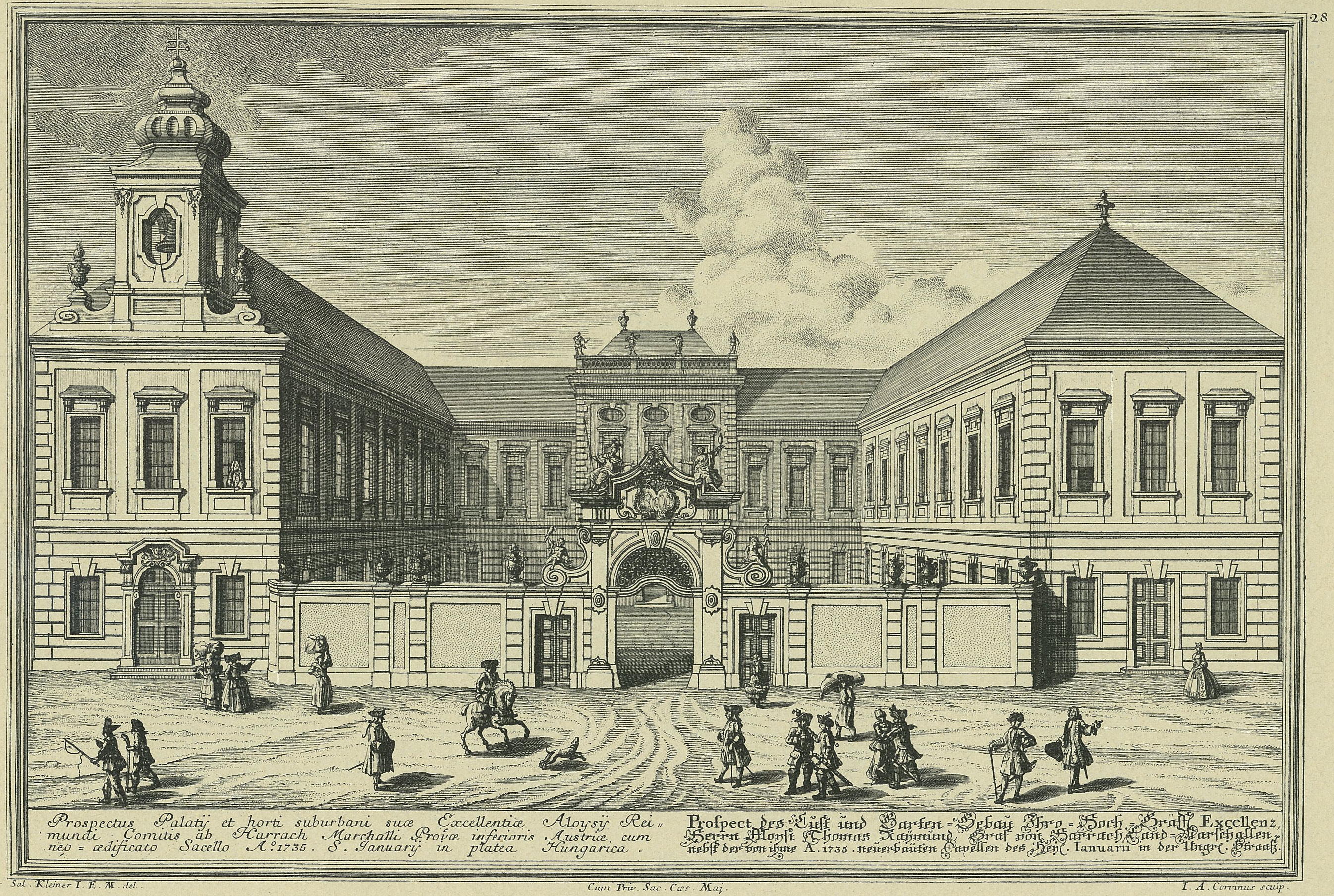
Gartenpalast Harrach in der Ungargasse, Hauptportal; 1912 abgerissen

Franz Trumler (* 1687 in Kaisersteinbruch, Westungarn, heute Burgenland; † 13. Mai 1745 ebenda) war ein italienischer Steinmetzmeister und Bildhauer des Barocks.

## Leben
Trumler war der älteste Sohn des Steinmetzmeisters Martin Trumler und der Maria Elisabetha Ferrethin. Seine Geschwister waren Maria Regina, Ambrosius und Maximilian. Er war Lehrbube des damaligen Richters Giovanni Battista Passerini. Seine Freisprechung zum Gesellen erfolgte 1704. Es ist anzunehmen, dass er  das Steinmetzhandwerk des Vaters übernehmen wollte, der im Jahr 1705 jedoch verstarb. So musste sich seine Mutter, als Steinmetzmeisterin nach der Zunftordnung wieder verheiraten. Sie wählte den jungen Gesellen Elias Hügel, der aus Gemünden am Main im Frankenland zugewandert war und hier bei ihrem Vater, dem Hofsteinmetz Ambrosius Ferrethi und nach dessen Ableben bei ihrem Mann das Handwerk erlernt hatte. Am 14. November 1706 wurde geheiratet. Trumler war nur 6 Jahre jünger als sein Stiefvater, der noch dazu ein deutscher Steinmetz war.
Er heiratete Eva Rosina N. (* 1692), gemeinsam erwarben sie am 20. August 1713 den Besitz des Prager Hofsteinmetzmeisters Giovanni Pietro della Torre, der 1711 verstorben war. Er war nun Pächter eines Steinbruchs, das Stift Heiligenkreuz als Herrschaft gestattete kein Eigentum.
Am 20. Dezember 1714 genehmigte und erneuerte der Kaiser die eigenständige Viertellade in Kaisersteinbruch.
Die Erben verkauften am 20. November 1746 den Besitz, einen Steinbruch samt zwei Häusern, dem jungen Steinmetzmeister Johann Gehmacher, der aus Salzburg zugewandert war.

## Konflikte zwischen den Steinmetzen
Streitfall der Meister Franz Trumler und Joseph Winkler 1719. Thema: Schäden am Winkler-Haus durch Schutt und Mist.

„Der Beklagte Franz Trumler soll die beiden Mauern (die ihm am Gerichtstag 1718 zu seiner Hofmachung aufzubauen genehmigt wurden) ehestens aufzuführen und auf der Gassen zunegst des Brunnens die vorgesehene Stelle sein Verbleiben haben. Weiters solle er Trumler bei dem Eck gegen die Winklerische Stadl-Mauer innerhalb seines Hofes eine ordentliche Mistgrube ausgraben lassen. Damit dem Winkler bei seinem Haus und Steinbruch kein Schaden mehr zugefügt werde.“

Zusatzinformation: Der ursprüngliche Nachbar des Trumler war Sebastian Regondi. Im November 1717 verstarb Regondi, im Haus verblieb die Witwe Anna Christina mit einigen kleinen Kindern. Im Feber 1719 heiratete sie den Meister Joseph Winkler aus dem Eggenburger Gebiet.

## Salva Guardia-Privilegium 1743
Consilium Regni, Königlicher Beschluss von Maria Theresia am 4. Mai 1743.
Die Steinmetzmeister hatten in einem Gesuch an die Kaiserin (Königin) – Sacracissima Regia Majestas – um die Privilegs Verlängerung gebeten.

„Das vom Römischen Kaiser Karl VI. 1712 gewährte Salva Guardia-Privilegium wird den Steinmetzmeistern Elias Hügel, Joseph Winkler, Johann Baptist Regondi, Maximilian Trumler, Johann Paul Schilck und Franz Trumler erneuert und bestätigt.“

## Werke
- 1710: Errichtung einer neuen Pfarrkirche in Pottendorf in Niederösterreich durch Graf Gundacker Thomas von Starhemberg. Architekt war Johann Lucas von Hildebrandt, Steinlieferungen und Steinmetzarbeiten mit seinen Meisterkollegen Johann Georg Haresleben und Simon Sasslaber.
- 1720: Kaisersteinbrucher Kirche, Hochaltar, einer der Constructores.
- 1720–1725: Oberes Belvedere Steinmetzarbeiten, zum Gebäude kamen noch die Brunnenanlagen mit der Kaskade im Garten hinzu. In Kameradschaft arbeiteten die Meister der Bruderschaft Elias Hügel, Johann Paul Schilck, Johann Baptist Kral, Simon Sasslaber, Joseph Winkler und Franz Trumler.
- 1731–1734: Palais Harrach in der Ungargasse, Hofsteinmetz Elias Hügel und Stiefsohn Franz Trumler lieferten die Steinmetzarbeiten aus Kaiserstein, das kunstvolle Hauptportal, die Stufen der Hauptstiege, sowie sämtliche Architektursteine.
- 1732–1735: Armen- und Invalidenhaus in Wien, Alsergrund, Erweiterung um 3 neue Höfe, private Stiftung v. Hofkammer-Rat Freiherr Ferdinand Ignaz von Thavonat hinterließ im Testament (7. Juli 1726) 600.000 Gulden dem Armenhaus. Architekt Franz Anton Pilgram, Schüler von Johann Lucas von Hildebrandt. Steinmetzmeister Simon Sasslaber und Franz Trumler.

## Archivalien
- Wiener Stadt- und Landesarchiv: Steinmetzakten, Bruderschaftsbuch.
- Stift Heiligenkreuzer Archiv, Kaisersteinbruch, Johann Georg Haresleben, Franz Trumler […] wegen seiner Excellenc Graf Starhembergischen Pottendorfer Arbeith […] Rubrik 51/VII/2b. Kirchenbücher, Register, Steinmetz